# Příbram V-Zdaboř
Příbram V-Zdaboř je gradska četvrt grada Příbrama, Središnja Češka. Prema popisu stanovništva iz 2001. ima 4.446 stanovnika, koji žive na 491 prijavljenoj adresi. Nalazi se dva kilometra jugozapadno od centra grada Příbram
Zdaboř zauzima površinu od 18,3 km². Poštanski broj četvrti glasi 261 05.

## Vanjske poveznice
- (češ.) (engl.) (njem.) Službene stranice grada i općine Příbram